# 29 v.Chr.
Het jaar 29 v.Chr. is een jaartal volgens de christelijke jaartelling.

## Gebeurtenissen

### Italië
- januari - In Rome worden Gaius Julius Caesar Octavianus en Sextus Appuleius, gekozen tot consul van het Imperium Romanum.
- De Senaat draagt de politieke macht over aan Octavianus Caesar en laat als teken voor de vrede, de deuren van de Tempel van Janus op het Forum Romanum sluiten.
- Zomer - Octavianus houdt een driedaagse triomftocht, ter ere van zijn overwinningen in Illyricum, Griekenland en Egypte.
- augustus - Octavianus opent de Curia Julia, het nieuwe Senaatsgebouw.
- Octavianus kondigt de Pax Romana ("Romeinse Vrede") af; de handel, industrie en landbouw bloeien op in het imperium.
- Publius Vergilius Maro begint aan zijn heldendicht de Aeneis. Het boek beschrijft de oorsprong van Rome, vergelijkbaar met het Griekse epos de Ilias en de Odyssee.

### Balkan
- In Walachije worden de Keltische stammen de Getes en de Daciërs, door het Romeinse leger aan de Donau verslagen.
- Moesië wordt onderworpen door Marcus Licinius Crassus (kleinzoon van de beroemde triumvir), die tijdens de regering van Augustus proconsul van Macedonië is.

### Europa
- Begin van de Cantabrische Oorlog: In Noord-Spanje komen de Cantabri in opstand tegen de Romeinse overheersing.

### Palestina
- Herodes de Grote laat zijn vrouw Mariamne ter dood brengen, zij wordt beschuldigd van verraad.

## Overleden
- Mariamne, Hasmonese prinses en echtgenote van Herodes de Grote